# 淡水行政中心駅
淡水行政中心駅（たんすいぎょうせいちゅうしんえき）は、台湾新北市淡水区にある新北捷運淡海軽軌緑山線の駅。駅は浜海路一段と中山北路二段の交差点東側に設置され、駅番号はV07。駅名は最寄りとなる淡水区公所庁舎に由来する。

## 歴史
- 2014年11月23日 - 当駅を含む工区起工[1]。
- 2016年5月13日 - 駅名確定[2]。
- 2018年
  - 4月 - 駅番号変更（G4→V07）[3]。
  - 12月24日 - 開業[4]。

## 駅構造
相対式ホーム2面2線の高架駅。

### 駅階層
| 地上 二階                      |                                                             |                                                            |
| 相対式ホーム、右側のドアが開く |                                                             |                                                            |
| 1番線                          | ←緑山線 崁頂方面、藍海線直通 淡水漁人碼頭方面（浜海義山駅） |                                                            |
| 2番線                          | →緑山線 紅樹林方面（新市一路駅）→                           |                                                            |
| 相対式ホーム、右側のドアが開く |                                                             |                                                            |
| 地上 一階                      | 出入口                                                      | 出入口、コンコース、自動券売機、簡易改札機、エスカレーター |

## 利用状況
緑山線では紅樹林に次いで利用者数が多い。
| 年   | 年間利用客数 | 年間利用客数 | 年間利用客数 | 年間利用客数 | 1日平均 | 1日平均 |
| 年   | 乗車         | 下車         | 乗降計       | 出典         | 乗車    | 乗降    |
| ---- | ------------ | ------------ | ------------ | ------------ | ------- | ------- |
| 2018 | 資料なし     | 資料なし     | 資料なし     | [ 注 2 ]     | -       | -       |
| 2019 | 194,000      | 274,000      | 468,000      | [ 注 3 ]     | 581     | 1,401   |
| 2020 | 188,000      | 256,000      | 444,000      | [ 7 ]        | 514     | 1,213   |
| 2021 | 202,000      | 253,000      | 455,000      | [ 8 ]        | 553     | 1,247   |

## 駅周辺

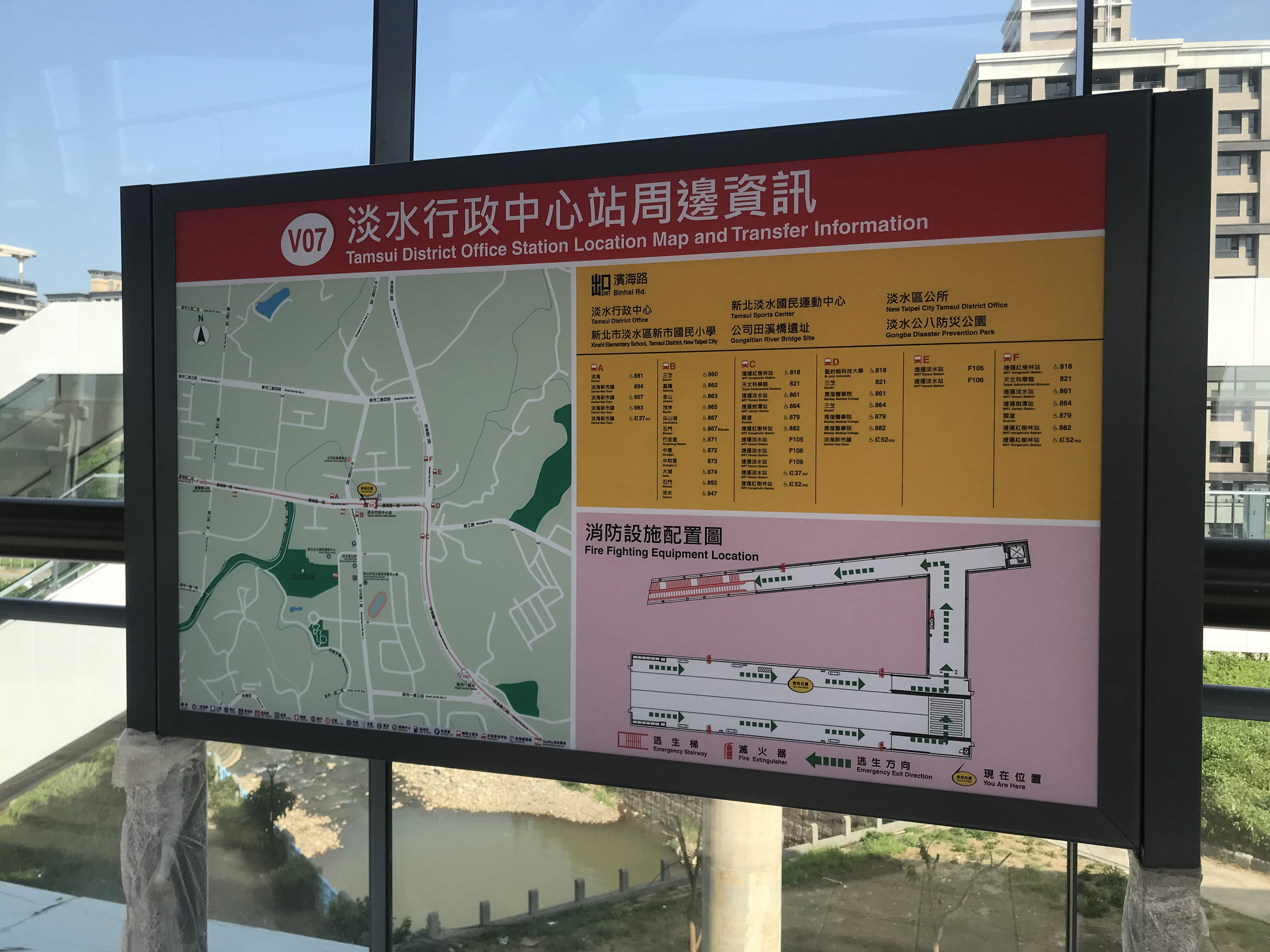
駅の周辺案内図

- 公司田渓橋遺跡（中国語版）（市定古蹟。北側中華北路三段が林子渓と交差する地点にある）
- 家楽福（カルフール）淡新店
- 宜得利（ニトリ）淡水店
- 淡水区公所
- 新北市立新市国民小学（中国語版）
- YouBike（新北市公共自転車（中国語版））軽軌淡水行政中心駅站
- 淡水国民運動中心（中国語版）

## 隣の駅
新北捷運
■淡海軽軌緑山線
新市一路駅 - 淡水行政中心駅 - 浜海義山駅

### 註釈
1. ↑  ただし各年の『新北市捷運統計年報』では、年間の数値が千人単位での公表であり、1日平均の場合は誤差が出ることを考慮する必要がある。
2. ↑  無料期間
3. ↑  平均は2月1日の有料化後、334日間で算出[6]